# Iran na Zimowych Igrzyskach Olimpijskich 2014
Iran na Zimowych Igrzyskach Olimpijskich 2014 reprezentowało pięciu zawodników. Był to dziesiąty start Iranu na zimowych igrzyskach olimpijskich.

## Skład reprezentacji

### Biegi narciarskie

#### Kobiety
- Farzaneh Rezasoltani

| Zawodnik             | Konkurencja       | Finał   | Finał    | Finał   |
| Zawodnik             | Konkurencja       | Czas    | Strata   | Miejsce |
| -------------------- | ----------------- | ------- | -------- | ------- |
| Farzaneh Rezasoltani | Bieg indywidualny | 42:31,3 | +14:13,5 | 73.     |

#### Mężczyźni
- Sejjed Sattar Sejd

| Zawodnik           | Konkurencja       | Finał   | Finał   | Finał   |
| Zawodnik           | Konkurencja       | Czas    | Strata  | Miejsce |
| ------------------ | ----------------- | ------- | ------- | ------- |
| Sejjed Sattar Sejd | Bieg indywidualny | 47:16,1 | +8:46,4 | 79.     |

### Narciarstwo alpejskie

#### Kobiety
- Forough Abbasi

| Zawodnik       | Konkurencja | Zjazd 1. | Zjazd 1. | Zjazd 2. | Zjazd 2. | Suma    | Miejsce |
| Zawodnik       | Konkurencja | Czas     | Miejsce  | Czas     | Miejsce  | Suma    | Miejsce |
| -------------- | ----------- | -------- | -------- | -------- | -------- | ------- | ------- |
| Forough Abbasi | Slalom      | 1:26,71  | 60.      | 1:08,98  | 46.      | 2:35,69 | 48.     |

#### Mężczyźni
- Mohammad Kiadarbandsari
- Hossein Saveh-Shemshaki

| Zawodnik                | Konkurencja   | Zjazd 1. | Zjazd 1. | Zjazd 2. | Zjazd 2. | Suma    | Miejsce |
| Zawodnik                | Konkurencja   | Czas     | Miejsce  | Czas     | Miejsce  | Suma    | Miejsce |
| ----------------------- | ------------- | -------- | -------- | -------- | -------- | ------- | ------- |
| Mohammad Kiadarbandsari | Slalom gigant | 1:30,12  | 56.      | 1:32,01  | 52.      | 3:02,13 | 51.     |
| Mohammad Kiadarbandsari | Slalom        | 55,09    | 55.      | 1:03,78  | 29.      | 1:58,87 | 30.     |
| Hossein Saveh-Shemshaki | Slalom gigant | 1:32,35  | 62.      | 1:32,87  | 55.      | 3:05,22 | 55.     |
| Hossein Saveh-Shemshaki | Slalom        | 55,46    | 57.      | 1:03,90  | 30.      | 1:59,36 | 31.     |